# Port Vila
Port Vila (također i Vila) je glavni grad države Vanuatu. Ima 44.039 stanovnika i smješten je na otoku Éfaté u pokrajini Shefi.
Osnovali su ga Španjolci godine 1606. godine. Od 1887. njime zajedno upravljaju Francuzi i Britanci. Tijekom Drugog svjetskog rata bio je američka i australska boja. U siječnju 2002. pogodio ga je jak potres nakon kojega je uslijedio cunami. Većina stanovnika Port Vile su kršćani, a postoje i ostale religijske manjine.
U blizini grada nalazi se Zračna luka Bauerfield. Gospodarski su najrazvijeniji poljoprivreda i ribolov; 35,7% izvoza ide iz Port Vile, kao i 36,9% uvoza. Turizam također igra gospodarsku ulogu: samo 1997. godine grad je posjetilo više od 50.000 gostiju, većinom iz Australije i Novog Zelanda. Od tamo dolazi i strana pomoć, premda je počela dolaziti i iz Kine. Grad se smatra i rajem za poreznike.
Sveučilište Južnog Pacifika u gradu udružuje dvanaest zemalja.

## Vanjske poveznice
- Opća i nacionalna enciklopedija: Port Vila[neaktivna poveznica]

Ostali projekti
|  | Zajednički poslužitelj ima još gradiva o temi Port Vila |